# Sabio (filosofía)
Un sabio (en griego antiguo: σοφός, sophos), en filosofía clásica, es alguien que ha alcanzado la sabiduría. El término también se ha utilizado indistintamente con una buena persona. (Agathos), y una persona virtuosa (en griego antiguo: σπουδαῖος, spoudaios). Entre las descripciones más antiguas del sabio se encuentra la esfera (Sphairos) de Empédocles. Horacio describe al Sphairos como "completamente dentro de sí mismo, bien redondeado y esférico, de modo que nada extraño puede adherirse a él, debido a su superficie lisa y pulida". Alternativamente, el sabio es aquel que vive "de acuerdo con un ideal que trasciende lo cotidiano."
Varias de las escuelas de filosofía helenística tienen al sabio como figura destacada. Karl Ludwig Michelet escribió que "la religión griega culminó con su verdadero dios, el sabio"; Pierre Hadot desarrolla esta idea, afirmando que "en el momento en que los filósofos logran una concepción racional de Dios basada en el modelo del sabio, Grecia sobrepasa su representación mítica de sus dioses". De hecho, se propone que las acciones del sabio sean conformes al modo en que actuaría un dios en la misma situación.

## En platonismo y aristotelismo
En el diálogo El banquete de Platón, Sócrates dice que la diferencia entre un sabio y un filósofo (en griego antiguo: φιλόσοφος, que significa amante de la sabiduría) era que el sabio tiene lo que el filósofo busca. Al analizar el concepto de amor, Sócrates concluye que el amor es aquello que carece del objeto que busca. Por lo tanto, el filósofo no tiene la sabiduría buscada, mientras que el sabio, por otro lado, no ama ni busca la sabiduría, porque ya la posee. Luego, Sócrates examina las dos categorías de personas que no participan en la filosofía:
1. Dioses y sabios, porque ellos son sabios;
2. Personas insensatas, porque  piensan  que son sabias.

La posición del filósofo está entre estos dos grupos. El filósofo no es sabio, pero posee la autoconciencia de carecer de sabiduría, y así la persigue.
Platón también es el primero en desarrollar esta noción de sabio en varias obras. Dentro de La República, Platón indica que cuando muere un amigo de un sabio, el sabio "no pensará que para un buen hombre... la muerte es algo terrible." En el Theaetetus, Platón define al sabio como alguien que se vuelve "justo, santo y sabio".
El sabio platónico se elevaría por la vida de su mente, mientras que los sabios aristotélicos se elevarían al reino de la Mente divina.

## En el epicureísmo
Epicuro creía que se lograría la ataraxia mediante un estudio y examen intensos de la Naturaleza. Este sabio sería como los dioses y "[observaría] la infinidad de mundos surgiendo de los átomos en el vacío infinito" y por eso nada perturba jamás la paz de su alma. Ciertamente, estarían "despreocupados por los asuntos mundanos en su brillante y eterna tranquilidad, pasan su tiempo contemplando la infinidad del espacio, el tiempo y los múltiples mundos".
Según Séneca el Joven, Epicuro creía que el sabio rara vez se casa, porque el matrimonio está acompañado de muchos inconvenientes.
Léon Robin, en su comentario sobre Lucrecio, escribe que "el sabio se coloca dentro de la inmutabilidad de la Naturaleza eterna, que es independiente del tiempo".

## En el estoicismo
El concepto del sabio dentro del estoicismo fue un tema importante. De hecho, la discusión de la ética estoica dentro de Estobeo, que dependía de Ario Dídimo, pasó más de un tercio de su extensión discutiendo sobre el sabio. Se entendía que el sabio estoico era un ideal inaccesible más que una realidad concreta.
El objetivo del estoicismo era vivir una vida de virtud, donde "la virtud consiste en una voluntad que está de acuerdo con la naturaleza". Como tal, el sabio es aquel que ha alcanzado tal estado de ser y cuya vida consecuentemente se vuelve  tranquila. El estándar era tan alto que los estoicos no estaban seguros de si alguna vez había existido, de ser así, posiblemente solo Sócrates o Diógenes de Sinope habían alcanzado tal estado.
A pesar de esto, los estoicos consideraban a los sabios como los únicos seres humanos virtuosos y felices. Todos los demás son considerados tontos, moralmente viciosos, esclavos y desafortunados.  Los estoicos no admitieron ningún término medio, ya que Cicerón articuló el concepto: "todo no sabio está loco".
Los estoicos concibieron al sabio como un individuo más allá de cualquier posibilidad de daño del destino. Las dificultades de la vida que enfrentan otros seres humanos (enfermedad, pobreza, críticas, mala reputación, muerte, etc.) no pueden causar ningún dolor al sabio, mientras que las circunstancias de la vida buscadas por otras personas (buena salud, riqueza, alabanza, fama , larga vida, etc.) fueron considerados por el sabio estoico como externos innecesarios. Esta indiferencia hacia lo externo fue lograda por el sabio a través del conocimiento correcto de las impresiones, un concepto central en la epistemología estoica. Así, la felicidad del sabio, eudaimonia, se basó enteramente en la virtud.
La dificultad de convertirse en sabio se discutió a menudo en el estoicismo. Cuando un joven le preguntó a Panecio, el séptimo y último erudito de la Stoa, si un sabio se enamoraría, respondió diciendo: "En cuanto al sabio, ya veremos. Lo que nos preocupa a ti y a mí, que todavía estamos muy lejos del sabio, es asegurarnos de que no caigamos en un estado de cosas perturbado, impotente, subordinado a otro y sin valor para uno mismo ".
Epicteto afirma que solo después de la eliminación de cualquier apego a las cosas en el mundo externo podría un estoico realmente poseer la amistad. También destacó que el progreso hacia la sabiduría se produciría cuando uno haya aprendido lo que está en su poder. Esto solo vendría del uso correcto de las impresiones.
Marco Aurelio define al sabio como alguien "que tiene conocimiento del principio y del fin, y de esa Razón omnipresente que ordena el universo en sus ciclos determinados hasta el final de los tiempos".